# Biblioteca Nacional y Archivos de Egipto

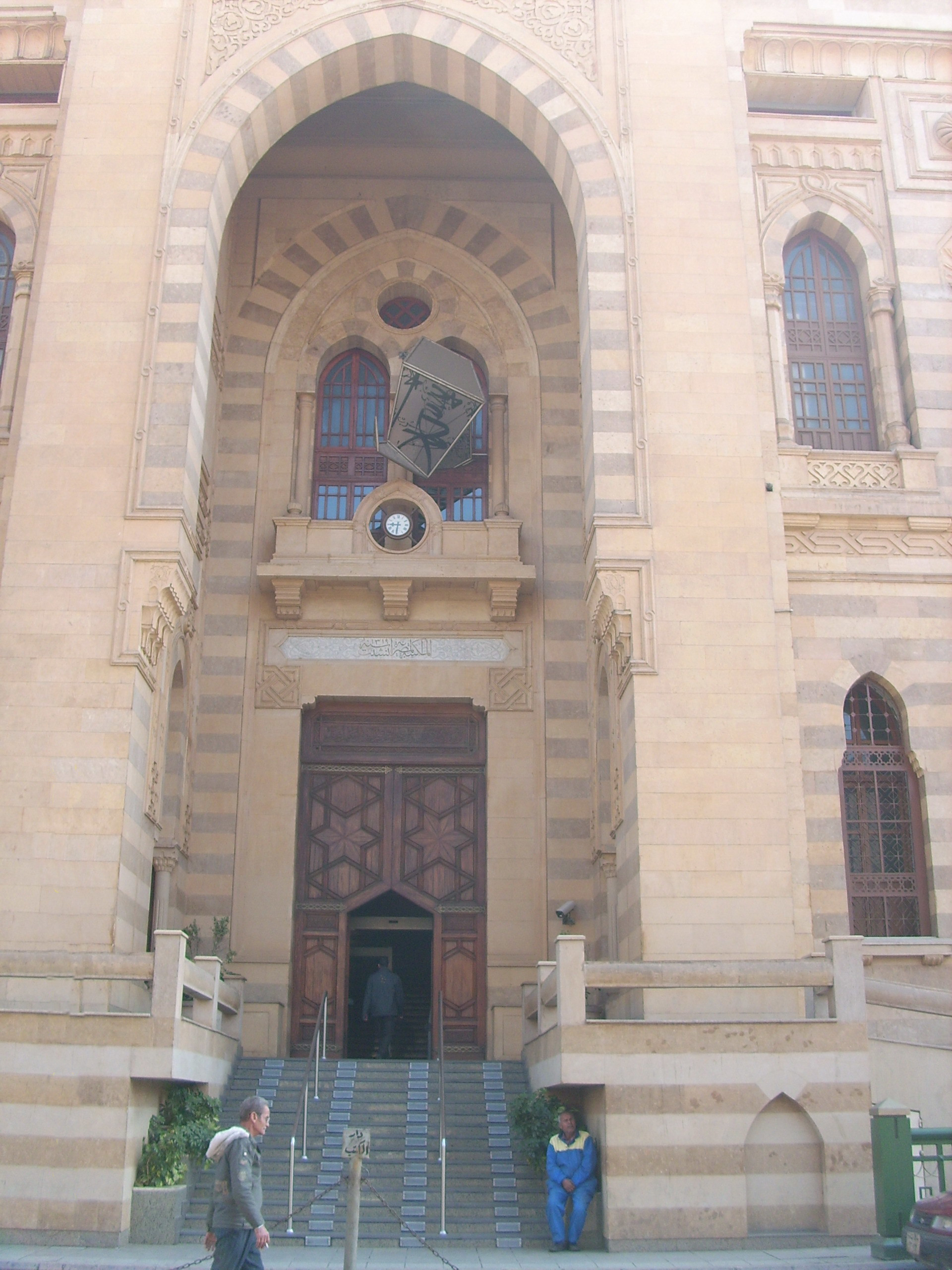
Entrada principal.

La Biblioteca Nacional y Archivos de Egipto (en árabe: دار الكتب والوثائق القومية‎, Dar al-Kotob), ubicada en El Cairo, es la mayor biblioteca de Egipto, por delante de la biblioteca de la Universidad de al-Azhar y la Bibliotheca Alexandrina.
La Biblioteca Nacional, la biblioteca gubernamental más antigua, contiene varios millones de volúmenes sobre una amplia gama de temas, así como miles de colecciones antiguas y una gran variedad de manuscritos en árabe.
La biblioteca principal es un edificio de siete plantas situado en el distrito cairota de Bulaq. Los Archivos Nacionales se encuentran en un anexo al lado del edificio.

## Historia
La biblioteca fue fundada en 1870 por un decreto del jedive Ismail Pachá a través de la iniciativa del ministro de Educación Ali Pachá Mubarak. Durante sus primeras décadas, el puesto de director recayó en orientalistas alemanes tales como Karl Vollers y Bernhardt Moritz.
En 2003, el ministerio egipcio de Cultura elaboró un plan general para la protección de los archivos y documentos conservados en la biblioteca. Ningún préstamo de manuscritos sería autorizado cualquiera que fuese la razón. El ministro de Cultura, Faruq Husni, anunció la formación de un comité para compilar el inventario preciso de todas las colecciones, aumentar la seguridad y vigilancia de los pasillos, salas y almacenes, y modernizar el sistema de registro numérico de los 110 000 manuscritos.

## Colecciones
La biblioteca cuenta entre sus colecciones con una amplia variedad de manuscritos del Corán escritos en papel y pergamino. Algunos de ellos están escritos en la escritura cúfica temprana, sin puntos; otros fueron escritos por célebres calígrafos. Entre las obras islámicas egipcias, destaca la colección de manuscritos del Corán en escritura mameluca, trilinear y rayhaní. También cuenta con colecciones de papiros árabes de diversos sitios de Egiptos, algunos de ellos del siglo VII o anterior. La biblioteca es una mina de información de la vida social y cultural de la era islámica temprana en Egipto. También cuenta con colecciones persas y otomanas antiguas.
La biblioteca cuenta en sus fondos con más de 57 000 manuscritos que cubren una gran variedad de temas y están completamente documentados, fechados y compilados. También tiene numerosos papiros árabes relacionados con matrimonios, contratos de alquiler, registros, impuestos, herencias, etc. La colección más antigua de papiros data del año 705 (87 después de la Hégira); solamente 444 papiros de esta colección fueron publicados.
La biblioteca también cuenta con una gran colección de monedas medievales árabes, siendo las más antiguas del año 696.

## Visita guiada en CD-ROM
El proyecto Trésors de Dâr Al-Kutub («Tesoros de Dar al-Kutub [el nombre árabe de la biblioteca]») permitió la reproducción en CD-ROM de una selección de manuscritos de la biblioteca, que también incluye una visita guiada a través de los tesoros de la cultura árabe y su contribución al desarrollo del conocimiento en numerosos dominios científicos.

## Catálogos
- Moritz, Bernhardt: "Additions à la collection numismatique de la Bibliothèque Khédiviale". Bulletin de l'Institut Egyptien; 4e sér. 4 (1903), pp. 199–204.
- Nicol, Norman D.; el-Nabarawy, R. & Bacharach, J. L.: Catalog of the Islamic Coins, Glass Weights, Dies and Medals in the Egyptian National Library, Cairo. Malibu, California 1983.